# Directeur de recherche au CNRS
 (juillet 2023).
Le corps des directeurs de recherche au CNRS (Centre national de la recherche scientifique) est, avec celui des chargés de recherche au CNRS, un des deux corps de fonctionnaires chercheurs du CNRS.
Depuis la loi proposée par Jean-Pierre Chevènement en 1982 et ses développements par le décret de 1984, les directeurs de recherche au CNRS sont recrutés par concours externe, lequel est fondé sur l'examen du dossier des candidats (incluant leurs titres et leurs publications précédentes). L'organisation de la profession, les modalités de l'évaluation et l'avancement des directeurs de recherche, comme celles des fonctionnaires du CNRS, sont également régis par cette loi et ses décrets d'application. L'usage établi dans les milieux de la recherche veut que les chercheurs évitent les appellations prêtant à confusion avec « le directeur du CNRS », appellation hiérarchique, et qu'ils préfèrent parler des "directeurs de recherche au CNRS" afin de ne pas confondre un grade avec la direction de l'organisation.

## Recrutement
Le concours de recrutement de directeur est ouvert en interne aux chargés de recherche au CNRS ayant trois ans d'ancienneté et, en externe, aux titulaires d'un doctorat ou d'un diplôme équivalent justifiant de huit années d’exercice des métiers de la recherche (douze s'ils postulent à la première classe). Sont considérées comme des années d’exercice des métiers de la recherche les activités qui ont été accomplies dans un établissement de recherche ou d’enseignement supérieur, public ou privé, français ou étranger. Ces années correspondent à une activité de recherche rémunérée effectuée dans le cadre d’un contrat de travail, public ou privé, ou d’un recrutement en qualité de fonctionnaire.
Le candidat doit joindre à sa candidature un rapport d’activité faisant état de ses titres, travaux et publications et un rapport sur les travaux qu’il se propose d’entreprendre. Il doit également préciser les principales évolutions de sa carrière dans la fiche « expérience professionnelle ».
Les candidats dont le dossier est recevable sont ensuite examinés par le jury d'admissibilité. Celui-ci peut décider d'auditionner ou non les candidats. Dans les disciplines où un oral est organisé, il est souvent très court, typiquement 15 minutes, suivi de 10 minutes de questions. À l'issue de ses délibérations, le jury classe sur une liste principale autant de candidats que de postes ouverts au concours. Il peut aussi établir une liste complémentaire.
Ces listes sont ensuite transmises au jury d'admission, présidé par le directeur du CNRS. Il n'est pas tenu de suivre la liste du jury d'admissibilité, même si en général c'est le cas. Il peut même décider de ne pas pourvoir un poste en liste principale sur un concours pour effectuer un recrutement sur un autre concours en liste complémentaire (dans la limite de 50 % des places mises au concours cette année-là).
Les délibérations du jury d'admission sont secrètes. Les critères ne sont pas publiés, mais :
- Même si les concours annuels sont indépendants, il existe une "mémoire institutionnelle", les jurys tenant le plus souvent compte des classements des candidats non retenus lors des concours des années précédentes.
- Le recrutement d'un directeur de recherche externe coûte beaucoup plus cher au CNRS que la promotion interne d'un chargé de recherche, puisque dans le premier cas il y a création nette d'un poste. L'enveloppe budgétaire totale de l'organisme ne permet généralement pas de pourvoir tous les postes par le recrutement de candidats externes.
- Enfin, si tous les candidats ayant passé la barrière de l'admissibilité sont considérés comme de bons scientifiques selon les critères des pairs de leur discipline, tous n'en sont pas au même point dans leur carrière. Les disciplines scientifiques ont des traditions différentes à l'égard de l'ancienneté. En mathématiques, par exemple, les nouveaux directeurs sont souvent plus jeunes que dans d'autres disciplines.

## Organisation du corps
Les chercheurs titulaires du CNRS sont des fonctionnaires de l’État français. À ce titre, ils relèvent du statut général de la fonction publique. Ils sont régis actuellement par deux décrets complémentaires :
- le décret no 83-1260 du 30 décembre 1983 modifié fixant les dispositions statutaires communes aux corps de fonctionnaires des établissements publics scientifiques et technologiques ;
- le décret no 84-1185 du 27 décembre 1984 modifié relatif aux statuts particuliers des corps de fonctionnaires du CNRS, texte spécifique aux personnels du CNRS qui vient compléter, préciser ou déroger à certaines dispositions du décret du 30 décembre 1983 précité.

Le corps des directeurs de recherche au CNRS comprend trois grades :
- directeur de recherche de 2e classe (DR2) ;
- directeur de recherche de 1re classe (DR1) ;
- directeur de recherche de classe exceptionnelle (DRCE).

## Évaluation et avancement
Les chercheurs sont tenus de fournir, chaque année, un compte rendu de leur activité et, tous les deux ans et demi, un rapport d’activité qui est examiné par le Comité national de la recherche scientifique, instance d’évaluation des chercheurs et des laboratoires.
L’avancement d’échelon à l’intérieur de chaque grade s’effectue automatiquement en fonction de l’ancienneté détenue dans l’échelon. L’avancement au grade de DR1 et DRCE a lieu exclusivement au choix, c’est-à-dire par décision du directeur général, après avis du Comité national de la recherche scientifique. Les chercheurs peuvent demander leur promotion dès qu’ils réunissent quatre ans d’ancienneté dans le grade pour le passage de DR2 à DR1, et 18 mois d’ancienneté au 3e échelon du grade de DR1 pour le passage de DR1 à DRCE.

## Rémunérations
Chaque grade comporte plusieurs échelons qui permettent de déterminer la rémunération des chercheurs. Le salaire brut mensuel des directeurs de recherche est compris entre 3 100 € et 6 400 € (évaluations en 2017). En 2022, le régime indemnitaire des personnels enseignants et chercheurs (RIPEC) a remplacé l'ancienne prime de recherche semestrielle. Cela correspond à une prime indemnitaire annuelle de 2800 € (versée mensuellement).